# Institutul Național pentru Studierea Holocaustului din România „Elie Wiesel”
Institutul Național pentru Studierea Holocaustului din România „Elie Wiesel” (INSHR) este o instituție guvernamentală aflată în subordinea prim-ministrului României și a fost înființat ca rezultat al „Raportului final al Comisiei Internaționale «Elie Wiesel» de Studiere a Holocaustului în România”, la propunerea președintelui Ion Iliescu și ca urmare a Hotărârii de Guvern nr. 902 din 4 august 2005. Institutul a fost deschis oficial trei luni mai târziu, pe 9 octombrie, de „Ziua Națională de Comemorare a Holocaustului” în România.
INSHR are ca obiect de activitate identificarea, culegerea, arhivarea, cercetarea și publicarea documentelor referitoare la Holocaust, in rezolvarea unor probleme știintifice, precum și elaborarea și implementarea de programe educaționale privind acest fenomen istoric.

## Motivele înființării
„În atâtea cazuri, păcatele de azi sunt păcatele de ieri, repetate, agravate, tocmai pentru că au fost ascunse, iar istoricii, de teamă că li se va reproșa lipsa de patriotism, au preferat să tacă” a scris Academicianul Florin Constantiniu în „O istorie sinceră a poporului român”,  față de ambiguitatea defensivă adoptată de istorici de etnie română care, deși nu s-au lăsat antrenați direct în procesul de falsificare a istoriei regimului lui Ion Antonescu și a anilor premergători, s-au eschivat să-și facă publică poziția.
„Ne-am obișnuit deja cu interminabilele piruete pe care le face conștiința românească pentru a evita o confruntare autentică cu aspectele (mai mult decât) incomode ale trecutului său politic. Au devenit perfect familiare figurile de cadril impuse pentru menținerea bon ton-ului cultural autohton, adică a sentimentului festiv și confortabil că în cultura română lucrurile au stat în fond foarte bine, personalitățile sale tutelare fiind totdeauna luminoase și, în fond, inocente, nicidecum virulente sau resentimentare, nicidecum responsabile...” (Adrian-Paul Iliescu,)

### Regestionarea istoriei în România de după decembrie 1989

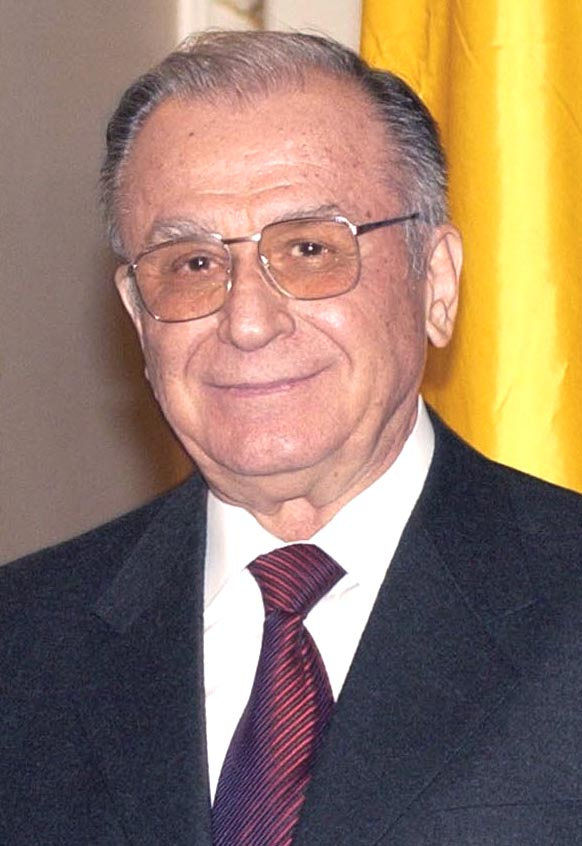
Ion Iliescu.

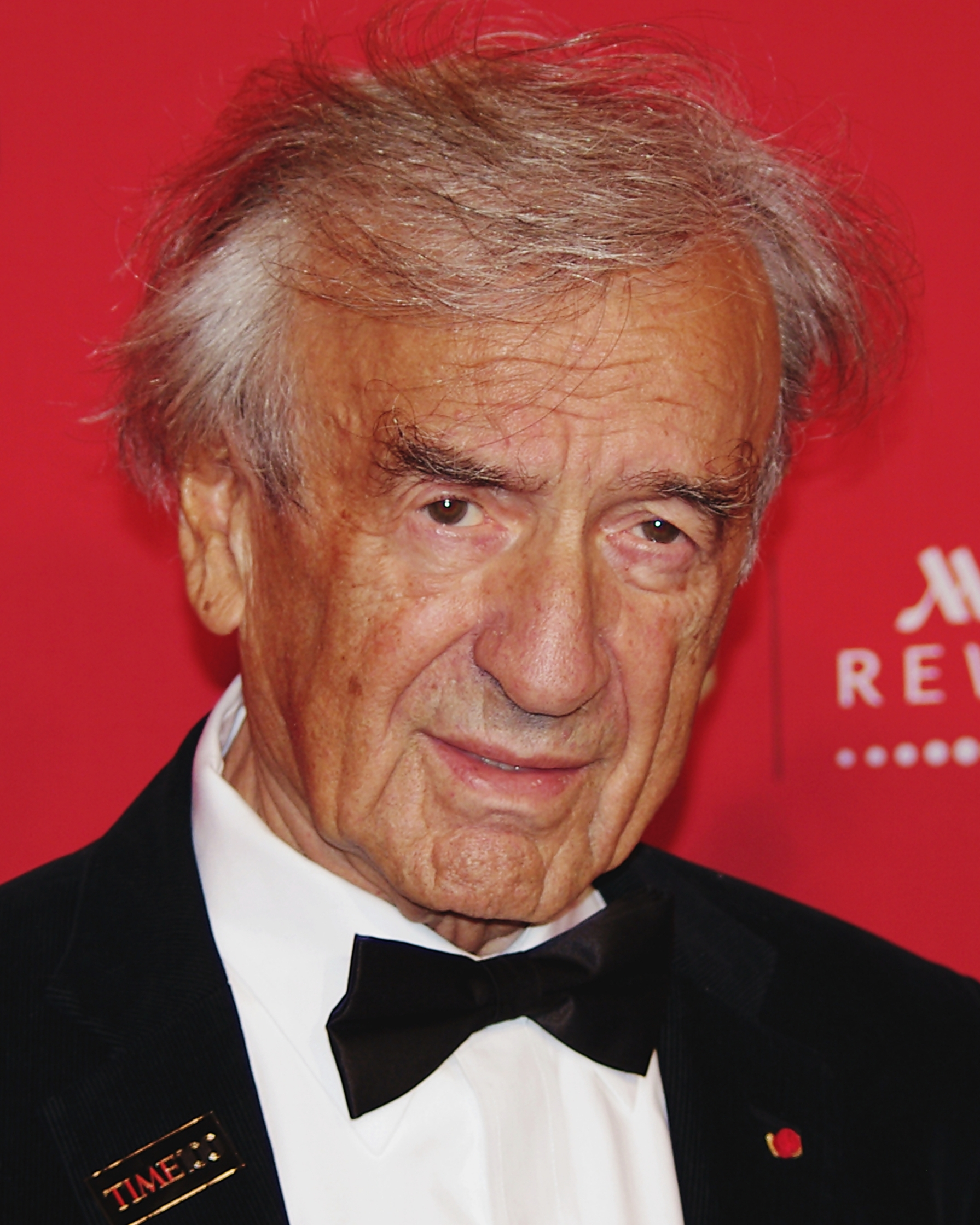
Elie Wiesel.

Potrivit istoricului Michael Shafir, negaționismul, măturarea sub preș a crimelor din Holocaustul local au fost adoptate de aproape toate statele eliberate de comunism, într-un fel de „globalizare a falsificării istoriei”.
„Toate societățile (statale) post-comuniste se găsesc în fața dilemei majore a modului de a se confrunta cu trecutul lor traumatic. O democrație funcțională nu se poate baza pe minciuni, negare și amnezie. România ieșită din comunism (în 1989) a adoptat un regim hibrid quasi-democratic, condus de foști comuniști...” (Vladimir Tismăneanu,). 
Campania de negare a Holocaustului din România a fost lansată simultan cu declanșarea unei propagande antisemite care, aparent lipsită de substrat într-o țară golită de evrei, ar fi putut fi considerată inutilă dacă se face abstracție de cei doi vectori care o acționează:
1. Dintre toate marile proiecte asumate de Antonescu și colaboratorii săi, singurul care a avut o anumită reușită - din punctul lor de vedere - a fost purificarea etnică, Holocaustul.
2. Recunoașterea oficială a Holocaustului românesc incumbă obligația statului român de a despăgubi victimele și urmașii și de a retroceda averile evreiești jefuite, aflate deopotrivă în patrimoniul statului și în sectorul privat. Acest al doilea motiv a ridicat negarea Holocaustului român, negaționismul, la nivel de politică de stat.

Interesul României de după 1989 de a se integra în NATO și în Uniunea Europeană s-a izbit de refuzul statelor democrate de a se asocia cu o Românie „cu Antonescu pe steag” . Deși documentele din arhivele românești și internaționale, precum și literatura de specialitate au demonstrat indubitabil circumstanțele Holocaustului, președintele României Ion Iliescu și ministrul culturii Academician prof.Răzvan Theodorescu au făcut declarații negaționiste, uneori mai subtile, alteori fățișe. Sub titlul ironic „O lecție de istorie de la Palatul Victoria”, ziarul „Curentul” din 2 august 2002 a publicat declarația premierului Adrian Nastase că „Mareșalul Antonescu este o parte din istoria României, pe care România trebuie să o accepte sub ambele ei elemente, pozitive și negative"..
La Conferința OSCE de la Viena (19-20 iunie 2003) cu peste 300 de participanți din lume, la nivel de miniștri, secretari de stat, senatori USA, etc., cu subiectul: „Proliferarea antisemitismului in Europa contemporană”, reprezentanții guvernului român (de rang secundar) au anunțat că România a recunoscut că „între 1940 și 1945 pe teritoriul țării noastre s-au petrecut crime de război...”. Delegații USA, Israelului și ai unor organizații evreiești au cerut explicații suplimentare cu privire la modul scandalos în care oficialitățile române neagă evidențele istorice.
În „Ziarul de Iași” din 23 iunie 2003, în editorialul Salvarea fecioarei, istoricul Florea Ionicioaia notează: ...„Săptămâna trecutâ, în presa internațională, a apărut informația halucinantă potrivit căreia guvernul României ar nega Holocaustul, în varianta sa românească. Intervievat de BBC, ministrul culturii, Răzvan Theodorescu, confirma știrea și chiar mai mult își aroga paternitatea ideii. Potrivit acestuia, in România nu a fost vorba de Holocaust (politica de distrugere a minoritatii evreiesti), ci numai de o ticăloșie a unor români care au participat la Holocaust. Opiniile ministrului Theodorescu nu au fost contrazise de nici o oficialitate. Dimpotrivă, imediat, Adrian Nastase l-a susținut cu tărie pe ministrul său, în timp ce Ion Iliescu i-a reproșat numai oportunitatea gestului. Aceasta înseamnă că regimul actual este de acord cu aceste teze. Dintr-o afacere mai ales academică și morală, problema Holocaustului în România redevine o chestiune politică: aceasta ne aruncă dintr-o data cu mai mulți ani înapoi, in vremurile în care cultul mareșalului Antonescu, niciodată respins in mod serios de Ion Iliescu, era aproape un fenomen oficial”.... 
Declarația lui Răzvan Theodorescu a provocat și o criză diplomatică. Israelul și-a rechemat ambasadorul de la București „pentru discutarea situației”, pe motiv că „negarea Holocaustului în România, conform unor astfel de declarații guvernamentale, este un fenomen cu rădăcini adânci, care impun o reacție adecvată, pentru a pune România în situația de a-și recunoaște faptele și responsabilitățile”. Pentru a rezolva impasul, Avner Shalev, directorul centrului memorial Yad Vashem, i-a trimis o scrisoare președintelui Iliescu în care i-a propus să desemneze o comisie de istorici „care va putea să clarifice adevărul istoric și să publice faptele relevante cu privire la Holocaust în România”. 
Reacția lui Iliescu a fost promptă: în mai puțin de trei luni, în octombrie 2003, el a anunțat oficial numirea Comisiei Internaționale pentru Studierea Holocaustului în România, condusă de laureatul premiului Nobel și Membru de Onoare al Academiei Române, profesorul Elie Wiesel. „Comisia Wiesel” a fost compusă din personalități publice din România, Statele Unite, Franța, Germania și Israel, avându-i ca vice-președinți pe generalul profesor dr. Mihail E. Ionescu, dr. Tuvia Friling, Șeful Arhivelor Statului Israel, și pe dr. Radu Ioanid, de la Muzeul Memorial American al Holocaustului. La 11 noiembrie 2004, Comisia a prezentat președintelui Iliescu „Raportul final al Comisiei pentru Studierea Holocaustului în România”, care a fost omologat în totalitate și declarat „document de stat”. În 2005, la propunerea președintelui Iliescu, guvernul României a înființat Institutul Național pentru Studierea Holocaustului din România „Elie Wiesel”.

## Descrierea instituției[13]
Pe lângă Institut, Hotărârea de Guvern de înființare mai prevede și funcționarea unui Colegiu de Onoare și a unui Consiliu Științific. Membrii acestor două organisme sunt numiți la propunerea directorului general al Institutului și activează benevol.
Numărul maxim de posturi al instituției este de 30, dintre care 15 sunt cercetători științifici. 

### Colegiul de Onoare
Colegiul de Onoare este compus din personalități ale vieții publice interne și internaționale, cu competențe și merite în domeniul studierii Holocaustului. 
În anul 2010 Colegiul de Onoare era compus din: Otto Adler, Andrew Baker (SUA), Traian Băsescu, Tova Ben Nun (Israel), Sarah Bloomfeld (SUA), Randolph Braham (SUA), Emil Constantinescu, Wesley Fisher (SUA), Radu Gabrea, Mircea Geoană, Menachem Hacohen (Israel), Carol Iancu (Franța), Ion Iliescu, Vasile Ionescu, Sorin Iulian, Saul Kagan (SUA), Marco Katz (Israel), Ion Bogdan Lefter, Oliver Lustig, Dan Mariaschin (SUA), Mona Muscă, Majestatea Sa Regele Mihai I, Meir Rosenne (Israel), Avner Shalev (Israel), Aurel Vainer, Simone Veil (Franța), Mihai-Răzvan Ungureanu, Elie Wiesel (SUA).

### Consiliul Știintific
Consiliul Științific este un organ consultativ știintific de specialitate, format dintr-un număr de până la 31 de personalități reprezentative și recunoscute în domeniul studierii Holocaustului.
În anul 2010, Consiliul științific era format din: Viorel Achim, Lya Benjamin, Liviu Beris, Dennis Deletant (Regatul Unit), Mihai Dinu Gheorghiu, Radu Ioanid (SUA), Andrei Pippidi, Liviu Rotman (Israel), Michael Shafir, Paul Shapiro (SUA), William Totok (Germania), Raphael Vago (Israel), George Voicu, Virgil Nițulescu.

### Comitetul educațional
Comitetul educațional a fost adăugat ulterior înființării și este format din: Irina Cajal, Adrian Cioflâncă, Ioan Ciupercă, Alexandru Elias, Delia Grigore, Ladislau Gyemant, Andrei Oișteanu, Victor Opaschi, Ion Pătroiu, Maria Radosav, Gabriel Stan, Irena Steinfeldt (Israel), Felicia Waldman, Vasile Morar.